# Lérigneux
Lérigneux is een gemeente in het Franse departement Loire (regio Auvergne-Rhône-Alpes) en telt 138 inwoners (2005). De plaats maakt deel uit van het arrondissement Montbrison.

## Geografie
De oppervlakte van Lérigneux bedraagt 9,8 km², de bevolkingsdichtheid is 14,1 inwoners per km².
De onderstaande kaart toont de ligging van Lérigneux met de belangrijkste infrastructuur en aangrenzende gemeenten.

## Demografie
Onderstaande figuur toont het verloop van het inwonertal (bron: INSEE-tellingen).